# Sick and Tired (Iann Dior)
Sick and Tired è un singolo del rapper statunitense Iann Dior, pubblicato il 17 aprile 2020.

## Tracce
1. Sick and Tired – 2:23